# Campionato mondiale femminile di hockey su pista Alcobendas 2010
Il campionato mondiale femminile di hockey su pista 2010 o Alcobendas 2010 è stata la 10ª edizione del campionato del mondo di hockey su pista femminile. La manifestazione venne disputata in Spagna, ad Alcobendas, dal 25 settembre al 2 ottobre 2010.

## Nazionali partecipanti
- Argentina
- Australia
- Brasile
- Cile
- Colombia
- Inghilterra
- Francia
- Germania
- India
- Giappone
- Messico
- Portogallo
- Spagna
- Sudafrica
- Svizzera
- Stati Uniti

## Podio
| Pos. | Squadra   |
| ---- | --------- |
| 1°   | Argentina |
| 2°   | Francia   |
| 3°   | Spagna    |